# Смешанная парная сборная Саудовской Аравии по кёрлингу
Смешанная парная сборная Саудовской Аравии по кёрлингу — смешанная национальная сборная команда (составленная из одного мужчины и одной женщины), представляет Саудовскую Аравию на международных соревнованиях по кёрлингу. Управляющей организацией выступает Королевская ассоциация кёрлинга (англ. Kingdom Curling Association)..

## Результаты выступлений

### Чемпионаты мира
| Год       | Место          | Игры           | Победы         | Поражения      | Состав (женщина, мужчина, тренер)                      |
| --------- | -------------- | -------------- | -------------- | -------------- | ------------------------------------------------------ |
| 2008—2018 | не участвовали | не участвовали | не участвовали | не участвовали | не участвовали                                         |
| 2019      | 48             | 7              | 0              | 7              | Karrie Alaqel, Suleiman Alaqel, Alastair Fyfe (тренер) |
| 2020—2022 | не участвовали | не участвовали | не участвовали | не участвовали | не участвовали                                         |

(источник: )

### Квалификационные турниры кчемпионатам мира
| Год                  | Место          | Игры           | Победы         | Поражения      | Состав (женщина, мужчина, тренер)                      |
| -------------------- | -------------- | -------------- | -------------- | -------------- | ------------------------------------------------------ |
| 2019/2020            | 26             | 6              | 0              | 6              | Karrie Alaqel, Suleiman Alaqel, Alastair Fyfe (тренер) |
| 2022/2023, 2023/2024 | не участвовали | не участвовали | не участвовали | не участвовали | не участвовали                                         |
| 2024/2025            | 24             | 6              | 1              | 5              | Karrie Alaqel, Suleiman Alaqel, Дэвид Уиллс (тренер)   |